# San Cristóbal (El Bosco)
San Cristóbal es un cuadro del pintor flamenco El Bosco, ejecutado al óleo sobre tabla y que mide 113 centímetros de alto por 71,5 cm de ancho. Actualmente se encuentra en el Museo Boijmans van Beuningen de Rótterdam (Países Bajos).

## Historia
Carece de fecha segura. Baldass entendía que debía ser de la misma época que el San Juan en Patmos (1490-1500). Pero los autores, en general, apuntan al periodo 1504-1505. La dendrocronología fecha la tabla en torno a 1490/1496, lo que indicaría que no puedo pintarse antes de 1498.
El Bosco probablemente ejecutó este San Cristóbal para el altar de la confraternidad de Nuestra Señora en la catedral de Bolduque, cofradía religiosa de laicos en la que había entrado a formar parte en 1486 o 1487.
Estuvo en una colección italiana, y luego en la Koenigs de Haarlem, pasando al Museo Boijmans gracias al legado Beuningen (1940).

## Análisis
Representa a san Cristóbal, conforme a la iconografía clásica y la Leyenda dorada de Jacobo de la Vorágine. Conforme a esta tradición católica, era un gigante cananeo, que tras su conversión al cristianismo ayudaba a los viajeros a atravesar un peligroso vado llevándolos sobre sus hombros. La leyenda afirma que en una ocasión, ayudó al Niño Jesús a cruzar el río; sorprendido por el peso del infante, este le explicó que se debía a que llevaba sobre su espalda los pecados del mundo, tras lo cual bautizó al gigante y le encomendó la prédica. 
Esta es la escena representada en el cuadro. El santo viste un colorido manto rojo y apoyándose en un bastón que echa brotes, y del que cuelga un pez, símbolo de la Cuaresma. Atraviesa un río con el Niño Jesús a sus espaldas, con una túnica de color marrón oscuro. Se mueven en un paisaje de suaves tonalidades verdes y azuladas. En el fondo, puede verse un naufragio, un castillo en el que asoma un dragón y al fondo una ciudad en llamas, todo ello símbolos del mal.